# AFC 솔리대리티컵
AFC 솔리대리티컵(AFC Solidarity Cup)은 아시아 축구 연맹 회원국 중에서 팀 전력이 약한 국가대표팀이 참가했던 국가 대항 축구 대회였다.

## 역사
2014년 대회를 끝으로 폐지된 AFC 챌린지컵을 대신하기 위한 차원에서 신설되었고 초대 대회 당시 참가 대상은 FIFA 월드컵 아시아 지역 1차 예선에서 탈락한 6개 팀과 AFC 아시안컵 예선 플레이오프에서 탈락한 4개 팀이었다. 
1번째 대회는 2016년 11월에 말레이시아에서 개최되었다. 2번째 대회는 2020년 11월부터 12월 사이에 개최될 예정이었으나 코로나19 범유행의 여파로 인해 취소되었다. 그리고 2026년 FIFA 월드컵 아시아 지역 예선 방식이 변경됨에 따라 아시아 축구 연맹이 변경된 예선 방식이 솔리대리티컵의 목표를 수행하고 있다고 판단하여 2023년 11월 27일에 이 대회의 폐지를 결정하면서 결국 이 대회는 1회 밖에 치르지 못한 채 역사 속으로 사라졌다.

## 경기 결과
| 연도 | 개최국                                 | 결승전                                 | 결승전                                 | 결승전                                 | 3·4위전                                | 3·4위전                                | 3·4위전                                |
| 연도 | 개최국                                 | 우승                                   | 결과                                   | 준우승                                 | 3위                                    | 결과                                   | 4위                                    |
| ---- | -------------------------------------- | -------------------------------------- | -------------------------------------- | -------------------------------------- | -------------------------------------- | -------------------------------------- | -------------------------------------- |
| 2016 | 말레이시아                             | 네팔                                   | 1 - 0                                  | 마카오                                 | 라오스                                 | 3 - 2                                  | 브루나이                               |
| 2020 | 코로나19 범유행의 여파로 인하여 취소됨 | 코로나19 범유행의 여파로 인하여 취소됨 | 코로나19 범유행의 여파로 인하여 취소됨 | 코로나19 범유행의 여파로 인하여 취소됨 | 코로나19 범유행의 여파로 인하여 취소됨 | 코로나19 범유행의 여파로 인하여 취소됨 | 코로나19 범유행의 여파로 인하여 취소됨 |

## 같이 보기
- FIFA 시리즈